# 캄보디아 국민의회
캄보디아 국민의회 또는 캄보디아 국회(크메르어: រដ្ឋសភា, UNGEGN: Rôdthâsâphéa, National Assembly)는 캄보디아 의회의 두 의회 중 하나이다. 이를 하원(lower house)이라고 하며, 상원의 경우 캄보디아 상원이 존재한다.
국민의회는 국회의원(Members of Parliament, MP)으로 알려진 125명의 의원으로 구성된 선출 기관이다. 의원은 1명부터 18명까지의 의원으로 구성된 지역구를 사용하는 정당 명부식 비례대표제에 의해 5년 임기로 선출되며 동트 방식의 의석 배분 방식을 따른다. 정당이 과반수를 확보하고 유지하려면 63석을 확보해야 한다.
국민의회는 현재 쿠온 소다리(Khuon Sodary) 대통령이 이끌고 있다. 2023년 8월 21일 제7대 국회가 첫 회의를 개최했다.

## 같이 보기
- 캄보디아 의회
- 캄보디아의 정치